# Wybicko
Wybicko – osada w Polsce położona w województwie pomorskim, w powiecie nowodworskim, w gminie Stegna na obszarze Żuław Wiślanych.
W latach 1975–1998 miejscowość administracyjnie należała do województwa elbląskiego.